# Chetogena tschnorsnigi
Chetogena tschnorsnigi är en tvåvingeart som beskrevs av Ziegler 1999. Chetogena tschnorsnigi ingår i släktet Chetogena, och familjen parasitflugor. Arten har ej påträffats i Sverige.